# Y Gruis
Y Gruis är en kortperiodisk förmörkelsevariabel av Algol-typ (EA) i stjärnbilden Tranan. 
Stjärnan har visuell magnitud +11,57 och varierar med en amplitud av 1,25 magnituder och en period av 1,716838 dygn.